# Real (Valencia)
Real, tradizionalmente conosciuto come Real de Montroi, è un comune spagnolo di 1 855 abitanti situato nella comunità autonoma Valenciana.